# Vincent Iorio
Vincent Iorio, född 14 november 2002, är en kanadensisk professionell ishockeyback som är kontrakterad till Washington Capitals i National Hockey League (NHL) och spelar för Hershey Bears i American Hockey League (AHL).
Han har tidigare spelat för Brandon Wheat Kings i Western Hockey League (WHL).
Iorio draftades av Washington Capitals i andra rundan i 2021 års draft som 55:e spelare totalt.

## Statistik
| 2016–2017  | Shattuck St. Mary's Sabres U14 |            | 39  | 8  | 24 | 32 | 46  | — | — | — | — | — |
| 2017–2018  | Shattuck St. Mary's Sabres U16 |            | 52  | 4  | 19 | 23 | 51  | — | — | — | — | — |
| 2018–2019  | Brandon Wheat Kings            | WHL        | 50  | 1  | 4  | 5  | 20  | — | — | — | — | — |
| 2019–2020  | Brandon Wheat Kings            | WHL        | 59  | 4  | 17 | 21 | 31  | — | — | — | — | — |
| 2020–2021  | Brandon Wheat Kings            | WHL        | 22  | 5  | 7  | 12 | 16  | — | — | — | — | — |
| 2021–2022  | Brandon Wheat Kings            | WHL        | 60  | 11 | 33 | 44 | 49  | 6 | 1 | 1 | 2 | 0 |
| 2022–2023  | Washington Capitals            | NHL        | 1   | 0  | 1  | 1  | 0   | — | — | — | — | — |
|            | Hershey Bears                  | AHL        | 51  | 2  | 15 | 17 | 6   | — | — | — | — | — |
| NHL totalt | NHL totalt                     | NHL totalt | 1   | 0  | 1  | 1  | 0   | — | — | — | — | — |
| WHL totalt | WHL totalt                     | WHL totalt | 191 | 21 | 61 | 82 | 116 | 6 | 1 | 1 | 2 | 0 |